# 部活ONE!シリーズ
『部活ONE!シリーズ』（ぶかつワンシリーズ）は、朝日放送テレビで2018年3月11日から2025年3月26日まで深夜に放送されたテレビ番組の総称である。朝日新聞とYouTubeと連動した番組。
YouTubeチャンネルの『ブカピ 部活ONE』などでも配信されており、制作局の朝日放送テレビより先に（毎週火曜20時）配信されていたこともあった。
テレビ放送は終了したが、YouTubeチャンネルとSNSは2025年4月以降も更新が継続されている。

## 概説
朝日新聞と朝日放送がタッグを組んだYouTuberのための番組であり、体育会系や文化系とさまざまな部活動をテーマとする動画やブレイクしそうな動画投稿者等を紹介して行く。人気女性YouTuberのめがねちゃんと番組キャラクターのワン兄がMCを務め、2019年4月からは2代目MCとして莉子がワン兄とともに番組を進行する。2021年4月からともやん、同年10月からなえなのがMCを務めた。
なえなのが司会を担当するようになってから、2021年7月にスタートしたABCラジオの生放送番組『なえなののブカピなの』とも連動するようになった。
2019年8月24日はNON STYLE石田をゲストを迎えての90分スペシャルが放送された。
コロナウイルス感染拡大防止のため、2020年4月28日から5月12日までは名場面をまとめた総集編となっていた。

## キャスト
- めがねちゃん - 初代番組進行役
- 莉子 - 2代目番組進行役
- ともやん（Lazy Lie Crazy）- 3代目番組進行役
- なえなの - 4代目番組進行役

## ネット局
| 放送対象地域 | 放送局                       | 系列           | 放送日時                     | ネット状況              | 備考                    |
| ------------ | ---------------------------- | -------------- | ---------------------------- | ----------------------- | ----------------------- |
| 近畿広域圏   | 朝日放送テレビ（ABC TV）     | テレビ朝日系列 | 水曜 2:14 - 2:34（火曜深夜） | 制作局 リピート放送あり | 制作局 リピート放送あり |
| 北海道       | 北海道テレビ放送（HTB）      | テレビ朝日系列 | 月曜 1:25 - 1:45（日曜深夜） |                         |                         |
| 新潟県       | 新潟テレビ21（UX）           | テレビ朝日系列 | 水曜 1:50 - 2:10（火曜深夜） |                         | 2023年4月5日開始        |
| 石川県       | 北陸朝日放送（HAB）          | テレビ朝日系列 | 月曜 2:30 - 2:50（日曜深夜） |                         |                         |
| 中京広域圏   | 名古屋テレビ放送（メ～テレ） | テレビ朝日系列 | 水曜 2:38 - 3:00（火曜深夜） |                         |                         |
| 福岡県       | 九州朝日放送（KBC）          | テレビ朝日系列 | 月曜 2:30 - 2:50（日曜深夜） |                         |                         |
| 埼玉県       | テレビ埼玉（TVS）            | 独立局         | 金曜 1:30 - 1:50（木曜深夜） | 9日遅れ                 | 2022年10月7日開始       |